# Mate (ime)
Mate je moško osebno ime.

## Izvor imena
Ime Mate je različica moškega osebnega imena Matej.

## Pogostost imena
Po podatkih Statističnega urada Republike Slovenije je bilo na dan 31. decembra 2007 v Sloveniji število moških oseb z imenom Mate: 62.

## Osebni praznik
Osebe z imenom Mate godujejo takrat kot osebe z imenom Matej.

## Znane osebe
- Mate Dolenc, slovenski pisatelj
- Mate Parlov, hrvaški boksar-olimpijski zmagovalec